# Nicola Caricola
Nicola Caricola, né le 13 février 1963 à Bari en Italie, est un joueur de football italien, qui jouait au poste de défenseur et de libéro.
Il est marié à un top-model sud-africain, Tanya Fourie, avec qui il a un fils nommé Sean. Le couple réside au Cap. 
En 2005, Caricola créa en Afrique du Sud le Nicaf Espresso Systems, distributeur officiel du café espresso Lavazza dans le sud de l'Afrique.
Il fit parler de lui extra-sportivement lorsqu'il fut soupçonné de trafic de drogue avec deux autres anciens joueurs, Michele Padovano et Gianluca Vialli.

## Biographie
Concernant sa carrière de club, Caricola a commencé avec le grand club de sa ville natale et également club formateur, l'AS Bari (1981–83), avant de rejoindre la Juventus Football Club (1983–87).
Il part ensuite au Genoa CFC (1987–94, 1994–95), ainsi qu'au Torino FC (1994), avant de finir sa carrière aux États-Unis aux New York MetroStars en Major League Soccer, jouant avec eux durant la saison d’inauguration de la ligue en 1996.
Il était connu sous le surnom Caricola II car son frère était également footballeur.

## Palmarès

### Compétitions nationales
- Championnat d'Italie : (2)

Juventus : 1983-1984 et 1985-1986.
- Championnat d'Italie D2 : (1)

Genoa : 1988-1989.

### Compétitions internationales
- Coupe des coupes : (1)

Juventus : 1983-1984.
- Supercoupe de l'UEFA : (1)

Juventus: 1984.
- Coupe d'Europe : (1)

Juventus : 1984-1985.
- Coupe Mitropa : (1)

Bari : 1990.